# 壞小子，安啦！
《壞小子，安啦！》（義大利語：A Ciambra）是一部2017年的義大利劇情片，由喬納斯·卡皮那諾執導。本片由導演的同名短片延伸而成，講述義大利南部一名14歲的吉普賽男孩，在父兄相繼入獄後，為了養家，被迫一夜長大。較為特別的是，電影中主角一家在現實中也是家人關係。影片於2017年坎城影展平行單元導演雙週首映，並奪得歐洲電影院獎。本片亦代表義大利角逐第90屆奧斯卡金像獎最佳外語片獎，但僅止步於提名階段。

## 劇情
在義大利南部焦亞陶羅鎮一個吉普賽人的社區中，14歲的皮歐以及他的家人們靠著竊盜維生。他們不只要與黑手黨打交道，同時間，他們還必須要應付隨時會找上門來的警察及電力公司職員。當他的父親和哥哥相繼入獄後，皮歐必須證明自己擁有擔負起整個家庭的能力。

## 演員
- 皮歐·阿麥托 飾 皮歐（Pio）
- 約蘭達·阿麥托 飾 約蘭達（Iolanda）
- 科道斯·塞罕 飾 Ayiva
- 達米亞諾·阿麥托 飾 柯西莫（Cosimo）
- 帕特里夏·阿麥托 飾 帕塔蒂娜（Patatina）
- 蘇珊娜·阿麥托 飾 蘇珊娜（Susanna）
- 洛可·阿麥托 飾 洛可（Rocco）
- 法蘭西斯科·皮歐·阿麥托 飾 Keko O' Marrochinu
- 達米亞諾·尼可拉斯·阿麥托 飾 Cocchino
- 西莫娜·阿麥托 飾 西莫娜（Simona）
- 法蘭西斯科·貝林傑里 飾 Emiliano (Giovane)
- U Ciccarredù 飾 Nonno Emiliano
- Pasquale Alampi 飾 Raffaele Guerrasio
- 'Maria' Rusinova Asenova 飾 Teeth
- Faith Uchenna Uburu 飾 Faith

## 反響

### 評價
《壞小子，安啦！》獲得了普遍中評。根據爛蕃茄上收集的56篇評論文章，其中50篇給出了「新鮮」的正面評價，「新鮮度」為89%，平均得分7.19（最高10分），而在Metacritic上根據17篇評論文章為電影打出了70分（滿分100）。

### 獎項
| 年份 | 頒獎典禮               | 獎項         | 入圍者                                                       | 結果 | 備註  |
| ---- | ---------------------- | ------------ | ------------------------------------------------------------ | ---- | ----- |
| 2017 | 第70屆坎城影展         | 歐洲電影院獎 | 《壞小子，安啦！》                                           | 獲獎 | [ 4 ] |
| 2018 | 第90屆奧斯卡金像獎     | 最佳外語片奬 | 《壞小子，安啦！》                                           | 提名 | [ 6 ] |
| 2018 | 第63屆義大利電影金像獎 | 最佳電影     | 《壞小子，安啦！》                                           | 提名 | [ 9 ] |
| 2018 | 第63屆義大利電影金像獎 | 最佳導演     | 喬納斯·卡皮那諾                                              | 獲獎 | [ 9 ] |
| 2018 | 第63屆義大利電影金像獎 | 最佳原創劇本 | 喬納斯·卡皮那諾                                              | 提名 | [ 9 ] |
| 2018 | 第63屆義大利電影金像獎 | 最佳製片人   | Stayblack Productions Jon Coplon Paolo Carpignano Rai Cinema | 提名 | [ 9 ] |
| 2018 | 第63屆義大利電影金像獎 | 最佳攝影     | 提姆·科廷                                                    | 提名 | [ 9 ] |
| 2018 | 第63屆義大利電影金像獎 | 最佳剪輯     | 阿方索·貢薩爾維斯                                            | 獲獎 | [ 9 ] |
| 2018 | 第63屆義大利電影金像獎 | 最佳音效     | Giuseppe Tripodi Florian Fevre Julien Perez                  | 提名 | [ 9 ] |

## 外部連結
- 互联网电影数据库（IMDb）上《壞小子，安啦！》的资料（英文）
- 開眼電影網上《壞小子，安啦！》的資料（繁體中文）
- 豆瓣电影上《壞小子，安啦！》的資料 （简体中文）
- 爛番茄上《壞小子，安啦！》的資料（英文）
- Metacritic上《壞小子，安啦！》的資料（英文）